# Live Oak County
Live Oak County je okres ve státě Texas v USA. K roku 2010 zde žilo 11 531 obyvatel. Správním městem okresu je George West. Celková rozloha okresu činí 2 795 km².